# Gimpo
Gimpo (hangul: 김포) é uma cidade na província de Gyeonggi, na Coreia do Sul. Faz fronteira com Incheon, com quem compartilha o lado sul-coreano do estuário do rio Han, bem como com Seul e as cidades menores de Paju e Goyang. A Coreia do Norte fica do outro lado do Rio Han. A população da cidade de mais de 300.000 habitantes é composta por mais de 71.000 domicílios.
O Aeroporto Internacional de Gimpo (antigo Aeroporto Internacional de Kimpo) costumava ficar dentro da cidade, mas agora faz parte de Seul. Instituições de ensino superior localizadas na cidade incluem a Universidade de Kimpo e a Universidade de Joong-ang Seungga.

## História
Em 1914, os condados de Yangcheon e Gimpo foram incorporados. O condado de Yangcheon foi dividido em duas cidades (Yangdong e Yangseo).
O Campo de Aviação de Kimpo foi construído em 1939 durante o período colonial japonês para uso do Exército Imperial Japonês. O campo de aviação foi um recurso essencial durante a Guerra da Coreia, mudando de mãos três vezes antes de ser recapturado e mantido pelas forças da ONU em fevereiro de 1951, durante toda a guerra. Designado K-14 pela Força Aérea dos Estados Unidos, ele hospedou várias unidades de caça, principalmente o F-86 Sabre, que participaria de combates aéreos no MiG Alley, na parte noroeste da Coreia do Norte.
Em 1958, o governo decretou que o campo de aviação atenderia a todos os voos comerciais para Seul, uma função até então ocupada pelo Aeroporto de Yeouido. Após a conclusão do terminal em Gimpo, o aeroporto foi demolido.
Em 1963, as cidades de Yangdong e Yangseo foram incorporadas ao distrito de Yeongdeungpo, que inclui o Aeroporto Internacional de Gimpo. Em 1973, as cidades de Gyeyang e Ojeong de Bucheon foram transferidas para Gimpo. Em 1989, partes da cidade de Gyeyang foram cedidas a Incheon, dando a Incheon uma fronteira com o sudoeste de Seul. A área de Geomdan foi transferida para Incheon em 1995.

## Clima
Gimpo tem um clima continental úmido influenciado pelas monções (Köppen: Dwa), com invernos frios e secos e verões quentes e chuvosos.
| Dados climatológicos para Gimpo (2004–2020) | Dados climatológicos para Gimpo (2004–2020) | Dados climatológicos para Gimpo (2004–2020) | Dados climatológicos para Gimpo (2004–2020) | Dados climatológicos para Gimpo (2004–2020) | Dados climatológicos para Gimpo (2004–2020) | Dados climatológicos para Gimpo (2004–2020) | Dados climatológicos para Gimpo (2004–2020) | Dados climatológicos para Gimpo (2004–2020) | Dados climatológicos para Gimpo (2004–2020) | Dados climatológicos para Gimpo (2004–2020) | Dados climatológicos para Gimpo (2004–2020) | Dados climatológicos para Gimpo (2004–2020) | Dados climatológicos para Gimpo (2004–2020) |
| Mês                                         | Jan                                         | Fev                                         | Mar                                         | Abr                                         | Mai                                         | Jun                                         | Jul                                         | Ago                                         | Set                                         | Out                                         | Nov                                         | Dez                                         | Ano                                         |
| ------------------------------------------- | ------------------------------------------- | ------------------------------------------- | ------------------------------------------- | ------------------------------------------- | ------------------------------------------- | ------------------------------------------- | ------------------------------------------- | ------------------------------------------- | ------------------------------------------- | ------------------------------------------- | ------------------------------------------- | ------------------------------------------- | ------------------------------------------- |
| Temperatura máxima média (°C)               | 1,3                                         | 4,6                                         | 10,5                                        | 16,8                                        | 22,8                                        | 27,0                                        | 28,6                                        | 30,0                                        | 25,8                                        | 19,9                                        | 22,5                                        | 3,0                                         | 16,8                                        |
| Temperatura média (°C)                      | −3,5                                        | −0,5                                        | 5,1                                         | 11,2                                        | 17,2                                        | 21,9                                        | 24,7                                        | 25,7                                        | 20,8                                        | 14,2                                        | 6,8                                         | −1,3                                        | 11,9                                        |
| Temperatura mínima média (°C)               | −7,8                                        | −5,1                                        | 0,3                                         | 6,3                                         | 12,5                                        | 17,9                                        | 21,8                                        | 22,4                                        | 16,8                                        | 9,5                                         | 2,3                                         | −5,5                                        | 7,6                                         |
| Precipitação (mm)                           | 7,4                                         | 21,7                                        | 30,5                                        | 60,1                                        | 90,3                                        | 100,1                                       | 362,3                                       | 245,0                                       | 139,1                                       | 39,0                                        | 47,6                                        | 17,4                                        | 1 160,5                                     |
| Dias com precipitação                       | 2,5                                         | 2,7                                         | 4,5                                         | 7,1                                         | 6,1                                         | 7,2                                         | 13,2                                        | 10,5                                        | 7,0                                         | 4,5                                         | 6,8                                         | 4,4                                         | 76,5                                        |
| Fonte: Korea Meteorological Administration  |                                             |                                             |                                             |                                             |                                             |                                             |                                             |                                             |                                             |                                             |                                             |                                             |                                             |

## Indústria

### Produto interno bruto regional
O produto interno bruto de Gimpo em 2012 foi de 16,98 trilhões de wons, representando 2,2% do total da província de Gyeonggi. Entre eles, agricultura, silvicultura e pesca (indústria primária) foram responsáveis por 248,5 bilhões de wons. Em contrapartida, o setor de mineração e manufatureiro foram responsáveis por 63,1% do total, enquanto as indústrias comercial e de serviços responderam por 35,3%, ou 5,6869 trilhões de wons.

### Número de empregados
Em 2014, o número total de trabalhadores da indústria era de 129.440, representando 2,9% do número total de trabalhadores na província de Gyeonggi. Entre eles, a agricultura e a silvicultura (indústria primária) respondem por 93 pessoas. Em contraste, mineração e manufatura (segunda indústria) respondem por 48,6% de 62.946, enquanto indústrias comerciais e de serviços (terceira indústria) respondem por 51,3%, com 66.401. 

## Turismo
- O templo budista de Munsusa construído em 1648. O templo abriga itens que estão na lista de patrimônio cultural da Coreia.

- A Fortaleza de Munsusanseong está localizada no Monte Munsusan, incluída na lista de patrimônio histórico da Coreia sob o número 139. Foi construído em 1694, durante a era da Dinastia Joseon, para proteger contra ataques de piratas marítimos. O comprimento total da muralha da fortaleza é de 6 quilômetros, dos quais cerca de 4 quilômetros foram preservados.

## Cidades irmãs
- Glendale, Califórnia, Estados Unidos
- Hampyeong, Jeolla do Sul, Coreia do Sul
- Xinmin, Liaoning, China
- Heze, Shandong, China
- Bacong, Negros Oriental, Filipinas